# Domamyslice

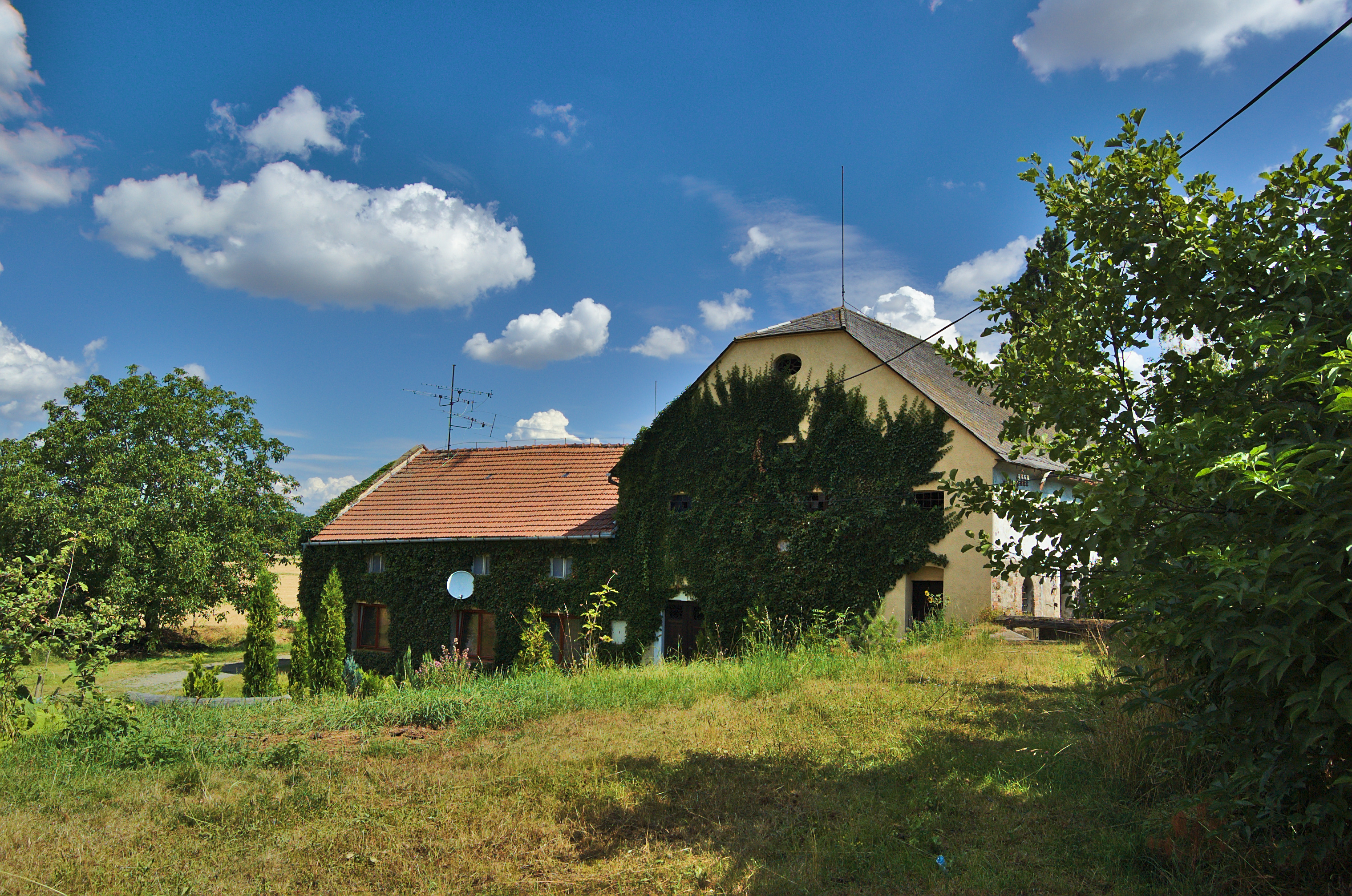
Ehemalige Wassermühle Toufarův mlýn

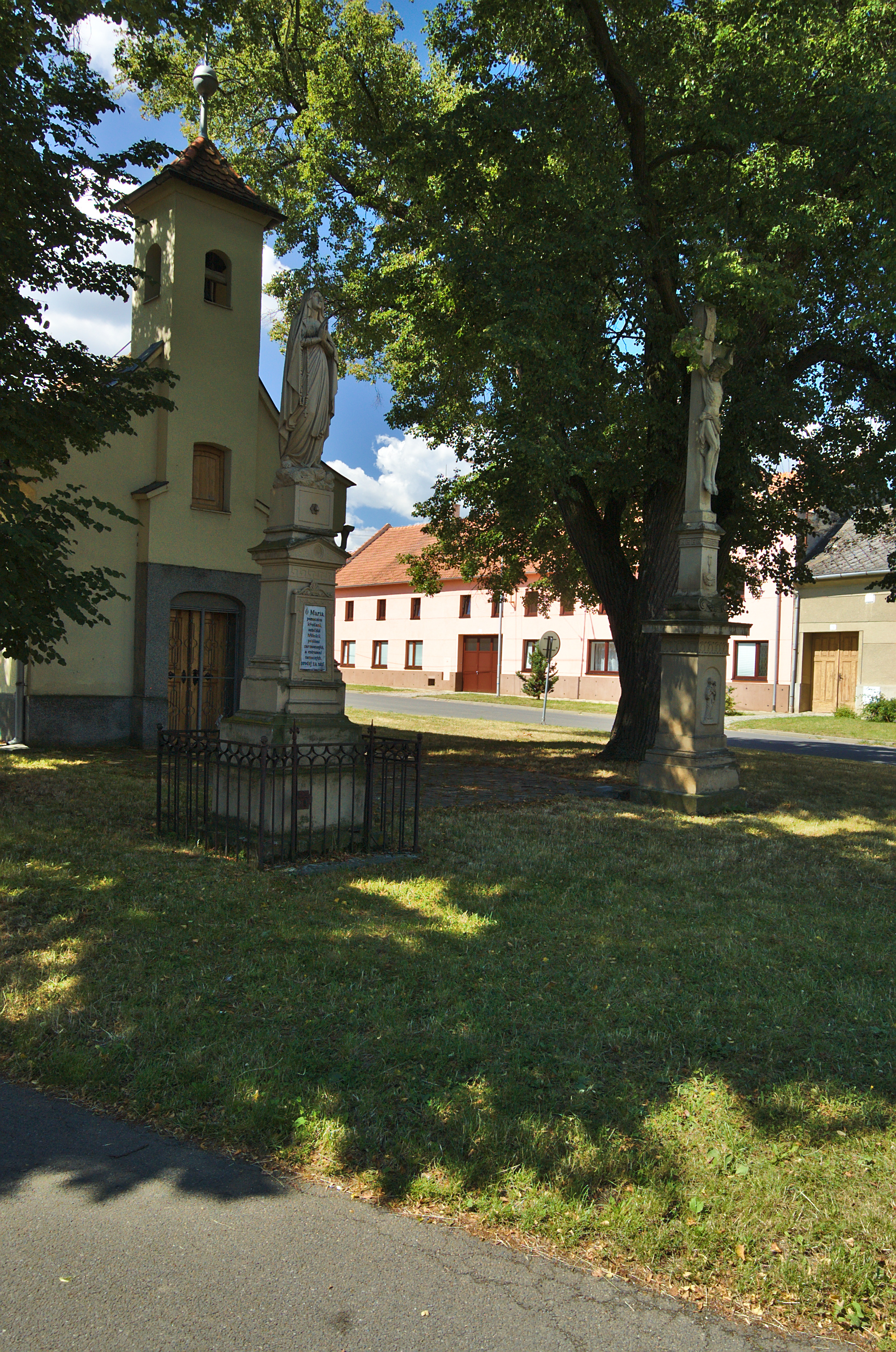
Dorfanger mit Kapelle des hl. Johannes von Nepomuk

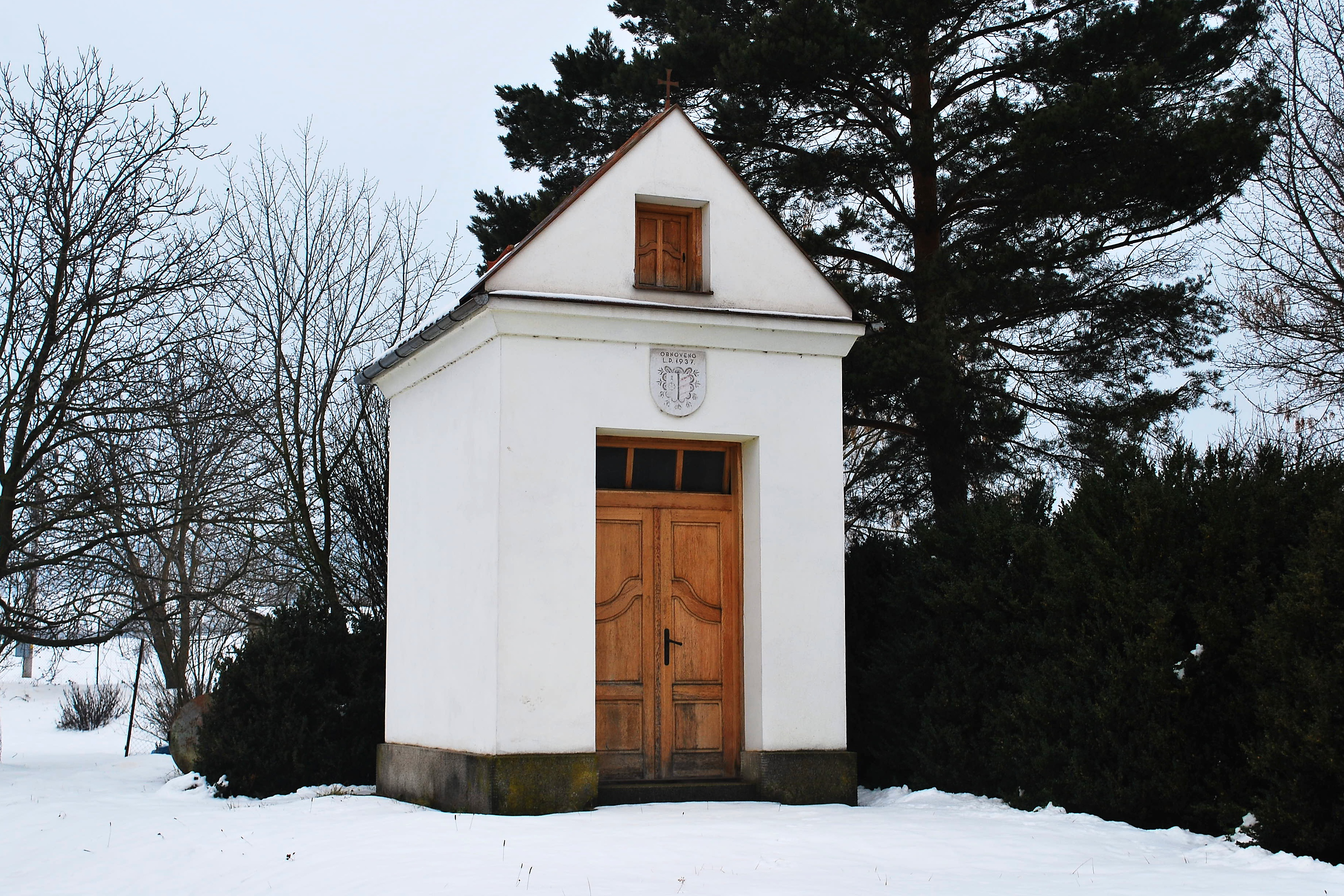
Kapelle des hl. Schutzengel

Domamyslice (deutsch Domamislitz) ist ein Ortsteil der Stadt Prostějov in Tschechien. Er liegt vier Kilometer westlich des Stadtzentrums von Prostějov und gehört zum Okres Prostějov.

## Geographie
Das Platzdorf Domamyslice befindet sich in der Obermährischen Senke (Hornomoravský úval) am Čechovický náhon bzw. Mlýnský náhon (Proßnitzer Mühlgraben). Nördlich von Domamyslice fließt der Bach Hloučela. Im Südwesten erheben sich der Chlum (412 m. n.m.) und der Kotouč (358 m. n.m.), westlich der Zlechovský vrch (344 m. n.m.). Am nördlichen Ortsrand verläuft die Staatsstraße I/150 zwischen Prostějov und Boskovice.
Nachbarorte sind Kostelec na Hané und Čelechovice na Hané im Norden, Smržice im Nordosten, Čechovice im Osten, Žešov im Südosten, Seloutky im Süden, Alojzov, Křenůvky, Prostějovičky und Krumsín im Südwesten, Soběsuky und Plumlov im Westen sowie Stichovice und Mostkovice im Nordwesten.

## Geschichte
Archäologische Funde belegen eine frühzeitliche Besiedlung der Gemarkung. Bei Domamyslice befindet sich ein bedeutendes Gräberfeld der Urnenfelderkultur. Auf dem Bauplatz für eine neue Einfamiliensiedlung in der Flur „V Loučkách“ am nordwestlichen Ortsrand wurden im Juni 2016 vier Kammergräber aus dem 6. Jahrhundert v. Chr. mit reichhaltigen Keramikbeigaben freigelegt.
Domamyslice war der Stammsitz eines Rittergeschlechts, das sich später nach dem Erwerb von Besitzungen in Buchlovice Buchlowicky von Domamislic nannte und 1576 mit Niklas Buchlowicky im Mannesstamme erlosch.
Die erste urkundliche Erwähnung von Domamyslice erfolgte im Jahre 1355; zu dieser Zeit war Wychna von Domamyslice Besitzerin eines Freihofes. Einen weiteren Freihof mit einer Schänke, einem Gehöft und einer halben Mühle verkaufte Bedřich von Tikowic 1365 an Pessek von Pteny, wogegen Mareš von Domamyslice Protest einlegte. Besitzer eines dritten Hofes, zu dem eine weitere Mühle und ein Gehöft gehörten, waren zu dieser Zeit die Brüder Mareš und Jiří von Domamyslice. 1373 trat Jiřís Witwe Markéta ihre Morgengabe in Domamyslice an Bouka, die Ehefrau des Jindřich von Krumsín ab. Einen der Höfe einschließlich einer Schänke und Feldern in Klobuk verkaufte Veit von Čichowic 1376 den Brüdern Jan und Zbínek von Domamyslice. Zwischen 1382 und 1387 hielten Blyček und Albrecht von Domamyslice einen Teil des Dorfes; Besitzer eines anderen Teils waren Jiřís Söhne Jan und Niklas von Domamyslice. Ab 1390 ist Pesseks Sohn Jan von Pteny als Besitzer eines weiteren Anteils nachweislich. Im Jahre 1397 besaß Wenzel von Domamyslice einen Freihof. 1406 verkaufte Jiří Hrbek seinen Freihof an Jaroslav von Bochdalic; Jan Černý von Domamyslice veräußerte im selben Jahre seinen Besitz an den Olmützer Bürger Markus. 1437 verglich sich die Witwe des Jan Bílý von Domamyslice mit ihrem Sohn Prokop wegen ihres Anteils. Niklas von Domamyslice verkaufte im gleichen Jahre einen jährlichen Zins von einer Mühle, zwei Lahn Ackerland und zwei Gärten an Dorothea von Stichowic und Slawek von Dobrawoda. Prokop von Domamyslice verschrieb 1447 seiner Frau Katharina einen jährlichen Zins auf Domamyslice; im Jahre 1481 ließ er den Besitzer des Gutes Krumsín, Obersthofrichter Jakob von Šarow, auf das Dorf und die zugehörigen Wälder intabulieren. Wenzel von Šarow veräußerte 1527 das Gut Krumsín mit allem Zubehör, darunter auch Domamyslice, an den Besitzer der Herrschaft Plumenau, Johann IV. von Pernstein. Nach dem Tode des Johann V. von Pernstein verkauften dessen Erben die verschuldete Herrschaft Plumenau im Jahre 1600 an Karl von Liechtenstein; sie wurde damit Teil des großen Majorates des Hauses Liechtenstein. Während des Dreißigjährigen Krieges wurde Čechovice verwüstet. Der herrschaftliche Meierhof wurde 1786 verkauft.
Im Jahre 1835 bestand das im Olmützer Kreis gelegene Dorf Domamislitz bzw. Domamislice aus 53 Häusern mit 370 mährischsprachigen Einwohnern. Haupterwerbsquelle bildete die Landwirtschaft. Pfarr- und Schulort war Moskowitz. Am 20. April 1836 erbte Fürst Alois von und zu Liechtenstein die Herrschaft. Bis zur Mitte des 19. Jahrhunderts blieb Domamislitz der Fideikommissherrschaft Plumenau untertänig.
Nach der Aufhebung der Patrimonialherrschaften bildete Domamyslice / Domamislitz ab 1850 eine Gemeinde im Gerichtsbezirk Plumenau. Ab 1869 gehörte Domamyslice zum Bezirk Proßnitz; zu dieser Zeit hatte das Dorf 443 Einwohner und bestand aus 60 Häusern. Im Jahre 1900 lebten in Domamyslice 443 Personen; 1910 waren es 733.
Zu Beginn des 20. Jahrhunderts begann der Wandel von einem aus Häusern um den Anger bestehenden Bauerndorf zu einem Vorort von Proßnitz; ein Teil der Bewohner arbeitete in den Proßnitzer Textilfabriken.  Nach dem Ersten Weltkrieg zerfiel der Vielvölkerstaat Österreich-Ungarn, das Dorf wurde 1918 Teil der neu gebildeten Tschechoslowakischen Republik. Beim Zensus von 1921 lebten in den 127 Häusern von Domamyslice 722 Tschechen. In dieser Zeit wuchs Domamyslice immer mehr mit Čechovice zusammen.
1930 bestand Domamyslice aus 151 Häusern und hatte 813 Einwohner. Ab 1937 wurden die Kinder nach Čechovice umgeschult. Von 1939 bis 1945 gehörte Domamyslice / Domamislitz zum Protektorat Böhmen und Mähren. Nach der Errichtung des Truppenübungsplatzes Wischau wurde ein Teil der Bewohner der abgesiedelten Dörfer nach Domamyslice umgesiedelt. Nach dem Ende des Zweiten Weltkrieges verließen mehrere Einwohner das Dorf und übersiedelten in die Grenzgebiete. Im Jahre 1950 hatte Domamyslice nur noch 694 Einwohner. 1953 erfolgte die Gründung einer JZD. Im Jahre 1961 wurde Domamyslice mit Čechovice zu einer Gemeinde Čechovice-Domamyslice  zusammengeschlossen. Am 1. Juli 1976 wurden Domamyslice und Čechovice nach Prostějov eingemeindet. Beim Zensus von 2001 lebten in den 327 Häusern von Domamyslice 1056 Personen.

## Ortsgliederung
Der Ortsteil Domamyslice bildet einen Katastralbezirk.

## Sehenswürdigkeiten
- Kapelle des hl. Johannes von Nepomuk auf dem Dorfanger, sie wurde 1815 errichtet. Nach dem Brand von 1834 wurde sie wieder instand gesetzt.[4]
- Steinernes Kreuz, vor der Kapelle
- Statue der Jungfrau Maria mit Rosenkranz, vor der Kapelle, geschaffen 1899
- Bildstock, errichtet Ende des 18. Jahrhunderts
- Wegkapelle des hl. Schutzengel, am südwestlichen Ortsausgang am Weg nach den Záhoří. Sie wurde zu Beginn des 19. Jahrhunderts vom Müller Václav Ptáček auf seinem Grund errichtet. Über dem Eingang befindet sich das Wappen der Müllerinnung, es wurde 1937 durch die Familie Ševčík bei der Instandsetzung der Kapelle angebracht.[5]
- Burgstätte Na Čechovicku auf dem Záhoří, auf der Kuppe bestand während der Spätsteinzeit und Trichterbecherkultur eine befestigte Siedlung. Das 4 ha große Areal wurde seit 1898 mehrfach archäologisch untersucht.[6]
- Naturdenkmal Dolní vinohrádky in den Záhoří, die Steppenflora mit Population des Flaum-Steinrösleins ist seit 1952 auf einer Fläche von 0,38 ha unter Schutz gestellt.[7]
- Ehemalige Wassermühle „Toufarův mlýn“ am Mlýnský náhon. Ihre technische Ausstattung ist teilweise erhalten. Die vor der Mühle gestandene 500-jährige Linde wurde 2007 durch einen Sturm gefällt.[8]
- Ehemalige Wassermühle „Ševčíkův mlýn“ am Mlýnský náhon. Die Mühle ist seit dem 14. Jahrhundert nachweislich, das heutige Gebäude entstand 1810. Seit 1846 befindet sie sich im Besitzer der Müllerfamilie Ševčík. Der Mühlbetrieb wurde 1955 eingestellt. 1958 wurde die Mühle zum Technischen Denkmal erklärt. In den Jahren 1968 und 1979–1982 erfolgten Umbauten.[9]

## Archäologische Fundplätze
- Mittelalterliche Ortswüstung Gloše, westlich von Domamyslice
- Mittelalterliche Ortswüstung Klobůčky (Klobuk), südlich des Dorfes an der Straße nach Seloutky